# کمبود سلنیوم
کمبود سلنیوم هنگامی رخ می‌دهد که ارگانیسم فاقد سطح مورد نیاز سلنیوم باشد. سلنیوم یک ماده مغذی حیاتی در بسیاری از گونه‌های جانوری است و کمبود آن، اگرچه در افراد دارای تغذیه سالم نسبتاً نادر است می‌تواند نتایج منفی قابل توجهی در پی داشته باشد. کمبود این عنصر بر سلامت قلب و سیستم عصبی تأثیر می‌گذارد و به افسردگی، اضطراب و زوال عقل کمک می‌کند و در تولید مثل و حاملگی دخالت می‌کند.